# Frans van Balkom
Frans van Balkom (Kerkrade, 23 oktober 1939 – Schin op Geul, 2 september 2015) was een Nederlands voetballer en voetbaltrainer.

## Loopbaan
Van Balkom kwam als verdediger uit voor Rapid JC en Wilhelmina in Australië. Hij was daarna werkzaam als gymleraar en haalde zijn trainersdiploma's bij de Duitse voetbalbond. Van 1973 tot 1975 trainde hij Yomiuri in Japan. Aansluitend was hij twee jaar bondscoach van Hongkong. In 1978 was hij coach van Shahbaz maar verbleef gedurende de Iraanse Revolutie in Nederland. In Indonesië was hij trainer van Niac Mitra (1979-1980) en verving hij in 1979 gedurende drie maanden Wiel Coerver als bondscoach van Indonesië. Daarna was hij werkzaam voor Tung Sing en Ryoden Mitsubishi (Hongkong), Al Nahda in Saoedi-Arabië (1984), de Busch Soccer Club in St. Louis in de Verenigde Staten, wederom Yumiuri en Albirex Niigata in Japan, Walsall FC (Engeland), Patro Eisden Maasmechelen en EHC. Ook gaf hij clinics en cursussen, vaak samen met Coerver.